# NHK 월드 텔레비전
NHK 월드 텔레비전(NHK World TV)는 일본방송협회가 운영하는 국제 위성방송이다.

## 개요
NHK는 방송법에 따라 총무 대신의 요청(이전에는 명령) 아래 국제 방송을 실시하고 있으며, 운영 비용은 정부가 보조하고 있다. 이는 영국 BBC의 국제 라디오 방송이나 대한민국의 KBS 월드와 같다. 재원의 형태는 국영 방송과 같지만, BBC도 공영 방송이기 때문에 어디까지나 공공 방송인 것은 다를 바가 없다. 라디오 방송은 일본어 외에 약 20개 언어로 방송하고 있으며, 텔레비전 방송은 일본어 방송과 영어 방송을 중심으로 실시하고 있다.
2006년에는 총무 대신의 명령에 따라 실시하는 점이 문제로 지적되었다. 11월 10일에 스가 요시히데(당시 총무 대신)가 하시모토 모토이치(당시 NHK 회장)에게 방송법 제33조에 따라 NHK 월드 라디오 일본이 북한의 일본인 납치 피해자에게 전하는 내용을 방송하도록 명령하였다. 이는 NHK의 독립성을 해친다고 주장하였고, 저널리스트와 학자가 반대의 소리를 높여 NHK 본사가 곤혹에 처하였다는 사실을 보도하였다. 이 사건에 대해 당시 정부 자민당은 명령이라고 한 것이 문제라고 지적한 것에 대해 방송법을 개정할 것을 다른 문언을 통해 재검토할 생각을 밝혔다. 그 후, 명령은 요청으로 고쳐졌다.

## 같이 보기
- NHK 월드 재팬
- NHK 월드 프리미엄
- NHK 월드 라디오 일본
- 일본방송협회